# Robert Cauchon
Pour les articles homonymes, voir Cauchon.
Robert Cauchon (10 septembre 1900-17 décembre 1980) fut un sténographe et un homme politique municipal et fédéral du Québec.

## Biographie
Né à La Malbaie dans Charlevoix, Robert Cauchon commence sa carrière politique en devenant échevin au conseil municipal de la ville de Salaberry-de-Valleyfield en 1943. Devenu maire de cette ville en 1944, il y demeurera jusqu'en 1949. Tentant d'être élu dans Beauharnois—Laprairie en 1945, il parvint à être élu dans la nouvelle circonscription de Beauharnois en 1949 à titre de député libéral. Réélu dans Beauharnois-Salaberry en 1953 et en 1957, il fut défait en 1958 par le progressiste-conservateur Gérard Bruchési.

## Distinctions
- 1977 -  Membre de l'Ordre du Canada[1]